# Landéhen
Landéhen (bretonisch: Landehen) ist eine französische Gemeinde mit 1.445 Einwohnern (Stand: 1. Januar 2022) im Département Côtes-d’Armor in der Region Bretagne. Die Bewohner werden Landéhennais und Landéhennaises genannt.

## Geographie
Umgeben wird Landéhen von den Gemeinden Lamballe-Armor mit Lamballe im Norden, Plestan im Osten, Bréhand im Süden, Plédran im Westen und Pommeret im Nordwesten.

## Bevölkerungsentwicklung

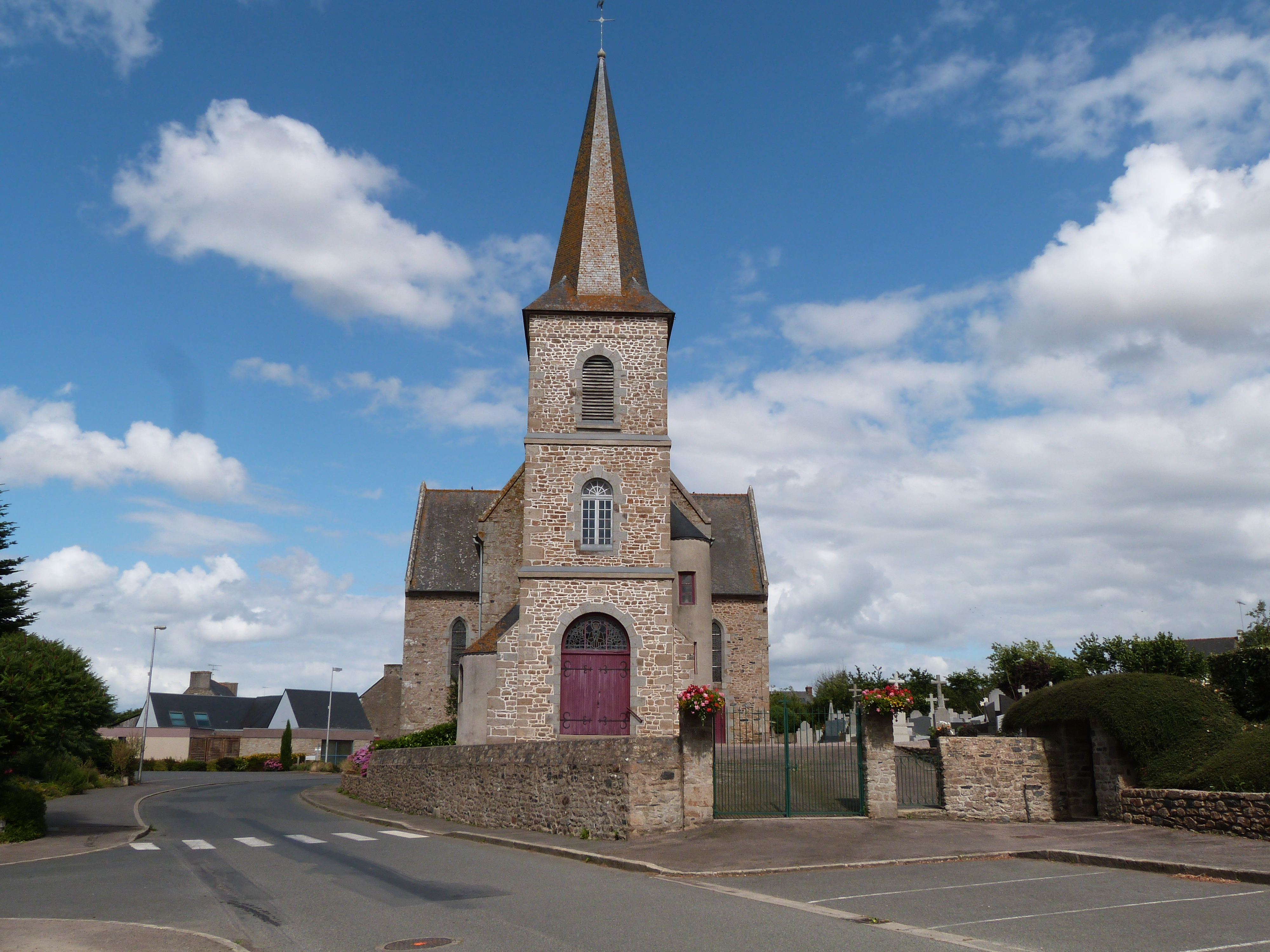
Kirche Saint-Guihen

| Jahr      | 1962 | 1968 | 1975 | 1982 | 1990 | 1999 | 2008 | 2012 | 2020 |
| --------- | ---- | ---- | ---- | ---- | ---- | ---- | ---- | ---- | ---- |
| Einwohner | 715  | 742  | 750  | 844  | 941  | 986  | 1284 | 1363 | 1424 |